# Mistrzostwa CONCACAF Kobiet
Mistrzostwa CONCACAF Kobiet (ang. CONCACAF Women's Championship) – rozgrywki piłkarskie kobiet w Ameryce Północnej organizowane co cztery lata przez CONCACAF dla zrzeszonych reprezentacji krajowych.

## Historia
Zapoczątkowany został w 1991 roku przez CONCACAF jako Mistrzostwa CONCACAF Kobiet (hiszp. Campeonato Femenino de Concacaf). W turnieju uczestniczyły reprezentacje Haiti, Jamajki, Kanady, Kostaryki, Martyniki, Meksyku, Stanów Zjednoczonych oraz Trynidadu i Tobago. Rozgrywki zostały rozegrane na stadionach Haiti. 8 drużyn najpierw zostały rozbite na dwie grupy, a potem czwórka najlepszych zespołów systemem pucharowym wyłoniła mistrza. Pierwszy turniej wygrała reprezentacja Stanów Zjednoczonych.
Początkowo turniej odbywał się co dwa lata, ale po 2002 roku był prowadzony co cztery lata aby być zgodnym z Mistrzostwami Świata Kobiet. 
W 2000 roku zmienił nazwę na Złoty Puchar CONCACAF Kobiet  (hiszp. Copa de Oro Femenina de la Concacaf), a od 2010 nazywa się jako Eliminacje CONCACAF do Mistrzostw Świata Kobiet (hiszp. Premundial Femenino de Concacaf). W 2014 rozgrywki powróciły do pierwotnej nazwy Mistrzostwa CONCACAF Kobiet.  
Drużyny z Ameryki Północnej dominowały w turnieju. Reprezentacja Stanów Zjednoczonych najwięcej razy wygrała ten turniej. 
W 1993 w turnieju gościnnie uczestniczyła reprezentacja Nowej Zelandii, a w 2000 roku Brazylia i Chiny zostali zaproszeni jako goście.

## Finały
| Rok            | Gospodarz                  |                             | Finał                        | Finał                       | Finał                       |                          | Mecz o 3 miejsce  | Mecz o 3 miejsce | Mecz o 3 miejsce |  | Liczba finalistów |
| Rok            | Gospodarz                  | Mistrz                      | Wynik                        | Wicemistrz                  | Trzecie miejsce             | Wynik                    | Czwarte miejsce   |                  |                  |  | Liczba finalistów |
|                |                            |                             | Mistrzostwa CONCACAF Kobiet  | Mistrzostwa CONCACAF Kobiet | Mistrzostwa CONCACAF Kobiet |                          |                   |                  |                  |  |                   |
| -------------- | -------------------------- | --------------------------- | ---------------------------- | --------------------------- | --------------------------- | ------------------------ | ----------------- | ---------------- | ---------------- |  | ----------------- |
| 1991 Szczegóły | Haiti                      | Stany Zjednoczone           | 5 − 0                        | Kanada                      | Trynidad i Tobago           | 4 − 2                    | Haiti             | 8                |                  |  |                   |
| 1993 Szczegóły | Stany Zjednoczone          | Stany Zjednoczone           | format ligowy                | Nowa Zelandia               | Kanada                      | format ligowy            | Trynidad i Tobago | 4                |                  |  |                   |
| 1994 Szczegóły | Kanada                     | Stany Zjednoczone           | format ligowy                | Kanada                      | Meksyk                      | format ligowy            | Trynidad i Tobago | 5                |                  |  |                   |
| 1998 Szczegóły | Kanada                     | Kanada                      | 1 − 0                        | Meksyk                      | Kostaryka                   | 4 − 0                    | Gwatemala         | 8                |                  |  |                   |
|                |                            |                             | Złoty Puchar CONCACAF Kobiet |                             |                             |                          |                   |                  |                  |  |                   |
| 2000 Szczegóły | Stany Zjednoczone          | Stany Zjednoczone           | 1 − 0                        | Brazylia                    | Chiny                       | 2 − 1                    | Kanada            | 8                |                  |  |                   |
| 2002 Szczegóły | Stany Zjednoczone i Kanada | Stany Zjednoczone           | 2 − 1 (zł.gol)               | Kanada                      | Meksyk                      | 4 − 1                    | Kostaryka         | 8                |                  |  |                   |
| 2006 Szczegóły | Stany Zjednoczone          | Stany Zjednoczone           | 2 − 1 po dogr.               | Kanada                      | Meksyk                      | 3 − 0                    | Jamajka           | 8                |                  |  |                   |
|                |                            |                             | Eliminacje CONCACAF Kobiet   |                             |                             |                          |                   |                  |                  |  |                   |
| 2010 Szczegóły | Meksyk                     | Kanada                      | 1 − 0                        | Meksyk                      | Stany Zjednoczone           | 3 − 0                    | Kostaryka         | 8                |                  |  |                   |
|                |                            | Mistrzostwa CONCACAF Kobiet |                              |                             |                             |                          |                   |                  |                  |  |                   |
| 2014 Szczegóły | Stany Zjednoczone          | Stany Zjednoczone           | 6 − 0                        | Kostaryka                   | Meksyk                      | 4 − 2 po dogr.           | Trynidad i Tobago | 8                |                  |  |                   |
| 2018 Szczegóły | Stany Zjednoczone          | Stany Zjednoczone           | 2 − 0                        | Kanada                      | Jamajka                     | 2 − 2 po dogr. karne 4:2 | Panama            | 8                |                  |  |                   |
| 2022 Szczegóły | Meksyk                     | Stany Zjednoczone           | 1 − 0                        | Kanada                      | Jamajka                     | 1 − 0 po dogr.           | Kostaryka         | 8                |                  |  |                   |

## Statystyki
| Lp. | Drużyna           | Mistrz | Wicemistrz | Lata triumfów                                        |
| --- | ----------------- | ------ | ---------- | ---------------------------------------------------- |
| 1.  | Stany Zjednoczone | 8      | 0          | 1991, 1993*, 1994, 2000*, 2002*, 2006*, 2014*, 2016* |
| 2.  | Kanada            | 2      | 5          | 1998*, 2010                                          |
| 3.  | Meksyk            | 0      | 2          |                                                      |
| 4.  | Brazylia          | 0      | 1          |                                                      |
| 4.  | Kostaryka         | 0      | 1          |                                                      |
| 4.  | Nowa Zelandia     | 0      | 1          |                                                      |

* = jako gospodarz.